# Нидрион
Нидри́он (греч. Νυδρίον) — малый город на острове Лефкасе в Греции. Входит в общину (дим) Лефкас в периферийной единице Лефкасе в периферии Ионических островах. Население 971 житель по переписи 2011 года. Город является крупным туристическим центром.

## Географическое положение
Нидрион находится на восточном побережье острова Лефкас в 17 километрах к югу от города Лефкаса у устья протяженного залива бухты Влихо.
В море рядом с городом расположены ряд островов: Меганисион, Мадури, Хелони, Тилья, Скорпиди и Скорпиос (до последнего времени остров являлся частной собственностью семьи Онассисов, где похоронен сам Аристотель Онассис, его сын Александр, которому принадлежал соседний остров Спарти, и дочь Кристина). В гавани Нидрион установлен памятник Аристотелю Онассису. В 2013 году остров Скорпиос для своей дочери Екатерины приобрёл в аренду на 99 лет российский миллиардер Дмитрий Рыболовлев, заплатив по некоторым данным 100 млн долларов США внучке Аристотеля Афине Онассис.
Город находится в зоне сейсмологической активности и амплитуда подземных толчков колеблется от 3,9 до 7,8 балла.

## Транспорт
Через город проходит национальная дорога 42 (Василики — Лефкас — Амфилохия).
Маленький порт в Нидрионе предлагает ежедневные услуги по транспортировке на острова Итака, Кефалиния и Меганисион — гомеровский остров тафийцев, на котором есть только одна гостиница.

## Достопримечательности
В центральной части города расположена православная церковь в честь Успения Божией Матери, а на окраине, по дороге к селению Влихо, вторая — в честь апостола Андрея Первозванного.
В четырёх километрах от города, в ущелье находится ряд водопадов, самый известный из которых — Димосари. К ущелью от тупика автомобильной дороги ведёт пешеходная тропа длиной в 850 метров.
В десяти километрах от центральной части Нидриона, в горах, расположены руины православного монастыря Кокини-Эклисия с действующей церковью, открытой для посещения в период туристического сезона (июль — сентябрь).
Нидрион — это основной центр парусного спорта на острове и в конце сентября в протяженной бухте Влихо ежегодно проходит Ионическая регата.

## Общинное сообщество Нидрион
В общинное сообщество Нидрион входит деревня Рахи. Население 1218 жителей по переписи 2011 года. Площадь 2,375 квадратного километра.
| Наименование | Население (2011), человек |
| ------------ | ------------------------- |
| Нидрион      | 971                       |
| Рахи         | 247                       |

## Население
| Год  | Население, человек |
| ---- | ------------------ |
| 1961 | 694                |
| 1991 | 704                |
| 2001 | 873                |
| 2011 | ↗ 971              |